# Monte Dolada
Il monte Dolada è un rilievo alpino incluso nelle prealpi Bellunesi. Raggiunge i 1.938 m s.l.m.
Rappresenta l'estremità occidentale della catena del Col Nudo ed è lambito a ovest dal Piave. A nord si trova invece la val Gallina, mentre a sudest si estende l'Alpago. Amministrativamente, la dorsale divide i comuni di Ponte nelle Alpi e Soverzene, entrambi in provincia di Belluno.
La cima è facilmente raggiungibile dal rifugio Dolomieu al Dolada mediante il sentiero 961, corrispondente al tratto iniziale dell'alta via n. 7.
Il 15 agosto 2015, in occasione del Giubileo della Rivelazione al mondo, la Chiesa Pastafariana ha organizzato "La Grande Erezione": ha piantato sulla cima del Monte Dolada, montagna ritenuta sacra, una riproduzione artistica del liscafisso, il simbolo della loro religione.